# Malwa figolistna

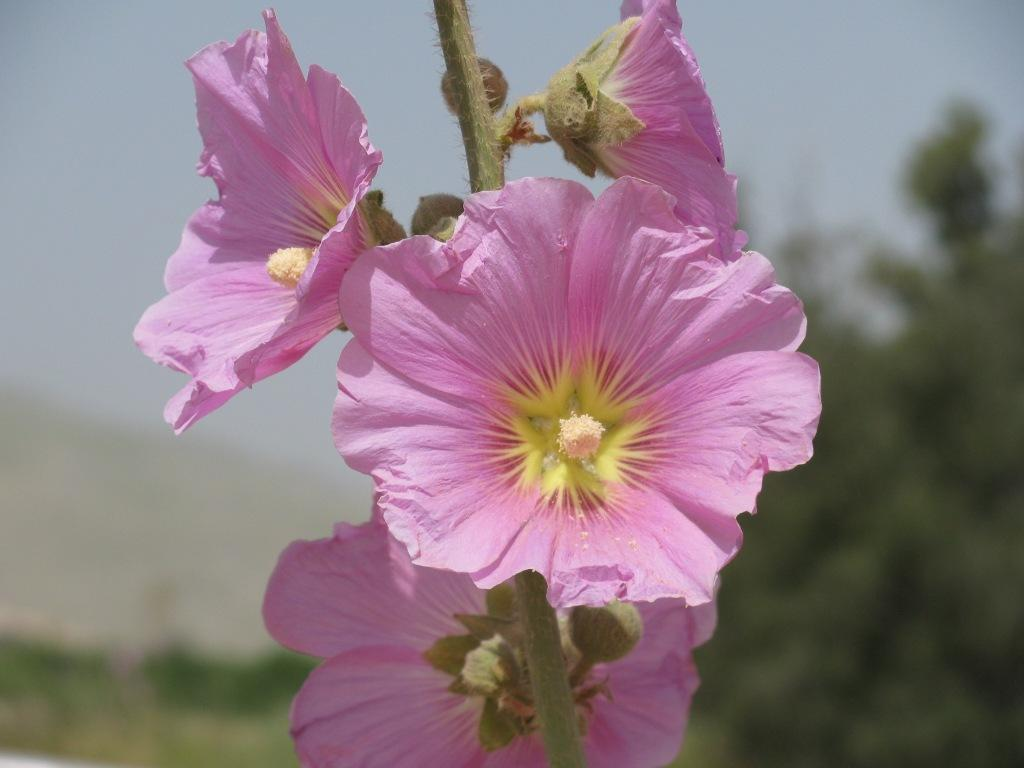
Kwiaty malwy figolistnej

Malwa figolistna (Alcea setosa (Boiss.) Alef.) – gatunek rośliny z rodziny ślazowatych (Malvaceae). Naturalnie występuje na półpustyniach na obszarach tropikalnych i subtropikalnych w Azji Zachodniej (Izrael, Jordania, Cypr, Liban, Syria, Turcja) i w Europie Południowej (w Grecji na Krecie).

## Nazewnictwo
- Nazwę malwa figolistna dla Alcea setosa podaje np. opracowanie Z. Włodarczyk "Rośliny biblijne"[5]. W innych źródłach[6] nazwy tej używa się dla Alcea ficifolia L., który to takson według The Plant List jest podgatunkiem malwy różowej (Alcea rosea)
- Synonimy: Alcea aegyptiaca Boiss., Alcea pontica Janka, Althaea aegyptica Boiss., Althaea pontica (Janka) Baker f., Althaea setosa Boiss[3].

## Zastosowanie
- Roślina ta dawniej (a również obecnie) stanowiła pożywienie biednej ludności. Z liści gotowano zupy i robiono sałatki, jadalne są również owoce[5].
- Według badaczy roślin biblijnych tego gatunku rośliny dotyczy cytat z Księgi Hioba (Hi 6,6): „Czy miła potrawa bez soli, a ślaz czy w smaku przyjemny ?”[5].

## Synonimy
- Alcea aegyptiaca Boiss.
- Alcea pontica Janka
- Althaea aegyptica Boiss.
- Althaea pontica (Janka) Baker f.
- Althaea setosa Boiss.

Na podstawie The Plant List.